# Comet
För andra betydelser, se Comet (olika betydelser).
Cruiser Tank, Comet I (A34) var en brittisk stridsvagn som togs i bruk i slutet av andra världskriget.  

## Produktion
De brittiska stridserfarenheter mot tyskarna i Nordafrika visade på de brittiska stridsvagnarnas underlägsenhet. Den brittiska armén frågade Leyland Motors Ltd ifall de kunde tillverka en stridsvagn som kunde vara överlägsen de tyska modellerna; av ekonomiska och effektivitetsskäl skulle den nya stridsvagnen använda så många komponenter från Cromwell-stridsvagnen som möjligt.
Den första versionen kallades för Challenger och bestod i huvudsak av en 17-pundskanon (77 mm) monterad på ett Cromwellchassi. Det stora vapnet krävde en minskning av pansaret och även andra eftergifter, vilket ledde till att projektet slutligen sågs som ett misslyckande.
Ett andra försök resulterade i stridsvagnen A34. Konstruktörerna röstade för att man skulle använda den nya, mycket modifierade versionen av 17-pundskanonen (Ordnance QF 17 pdr) (trots att kalibern egentligen också var 76,2 mm liksom 17-pundskanonen kallades den för "77 mm" eftersom den använde annorlunda och icke-kompatibel ammunition i jämförelse med 17-pundaren), som hade en lägre mynningshastighet än O.Q.F 17-pdr. Flera andra uppgraderingar tillfördes också: stridsvagnen fick mera pansar, både skrovet och tornets skarvar svetsades och manteln göts, ammunitionen förvarades också i bepansrade behållare, upphängningen stärktes, upphängningshjul för larvbanden tillfördes och tornet svängdes med elkraft (denna lösning togs från tidigare Churchillkonstruktioner) och hade en generator som laddades av huvudmotorerna. 
Den första prototypen blev klar i februari 1944 och produktionsmodellen började levereras i september. Fram till krigets slut hade 1 200 enheter tillverkats.

## Användning
Den brittiska 11:e pansardivisionen kom att bli den första som mottog de nya stridsvagnarna i december 1944. De kom även att bli den enda divisionen som helt fick sin stridsvagnspark utbytt fram till krigets slut. På grund av dess sena ankomst kom Comet inte att delta i några större slag, men den deltog i övergången av Rhen och i segerparaden i Berlin i juli. Man fick även tillfälle att testa stridsvagnens höga hastighet på de tyska motorvägarna. 
Under Koreakriget kom Comet att tjänstgöra tillsammans med den tyngre stridsvagnen Centurion, en delvis utvecklad variant av Comet som introducerades 1949. Comet förblev i brittisk tjänst fram till 1958 när de återstående stridsvagnarna såldes till utländska arméer. Sydafrika använde stridsvagnen fram till 1980-talet. Finland köpte ett exemplar av modellen Comet MK I model B för tester 1960 och följande år införskaffades ytterligare 40 stridsvagnar av samma typ. Dessa användes av den finländska försvarsmakten fram till 1970.